# Metagonia lingua
Metagonia lingua là một loài nhện trong họ Pholcidae. Loài này được phát hiện ở Colombia.